# Acalolepta basicornis
Acalolepta basicornis är en skalbaggsart som först beskrevs av Charles Joseph Gahan 1894.  Acalolepta basicornis ingår i släktet Acalolepta och familjen långhorningar.
Artens utbredningsområde är:
- Laos.
- Burma.

Inga underarter finns listade i Catalogue of Life.